# آن ليهي
آن ليهي هي دبلوماسية كندية، ولدت في 18 نوفمبر 1952.